# Conseil supérieur d'orientation et de coordination de l'économie agricole et alimentaire
Pour les articles homonymes, voir CSO.
Le Conseil supérieur d'orientation et de coordination de l'économie agricole et alimentaire (abrégé CSO, pour Conseil supérieur d'orientation) est une commission placée auprès du ministre chargé de l'agriculture, compétente pour l'ensemble des productions agricoles, agro-alimentaires, agro-industrielles et forestières en ce qui concerne la définition, la coordination, la mise en œuvre et l'évaluation de la politique d'orientation des productions et organisations des marchés. La loi no 2010-874 de « modernisation de l'agriculture et de la pêche » charge le Conseil national de l'alimentation et le CNO d'émettre des avis concernant le Programme national d'alimentation (PNA) (L230-1 Code rural)
Elle est composée de représentants des ministres intéressés, de la production agricole, de la transformation et de la commercialisation des produits agricoles et de l'artisanat et du commerce indépendant de l'alimentation, ainsi que d'un représentant du comité permanent du financement de l'agriculture.